# Klokkarstua
Klokkarstua er en by der er administrastioncenter i Hurum kommune i Viken fylke i Norge. Byen har 668 indbyggere (2012), og ligger på en bakke mod vest i kommunen, med udsigt over Drammensfjorden. Her ligger Hurum rådhus og Hurum kirke.

## Stedet
Hurum kirke er en senmiddelalderkirke fra 1100-tallet, hvor familien Huitfeldt har deres gravkammer fra 1750. Gravkammeret er placeret her, fordi kirken var sognekirke for Tronstad Gård der ligger længere mod syd i kommunen, var Huitfeldtenes hovedgård.
I Klokkarstua er der større landbrug med korndyrkning, Hurum Mølle, og her ligger et produktionsanlæg for skibindinger. Her er butik, idrætsanlæg for Huringen IF og riksvei 289 går gennem byen og slynger sig vestover ned til landsbyen Verket ved Drammensfjorden, hvor der går bilfærge videre til Svelvik i Vestfold.
Det er planen at flytte den kommunale administration fra Klokkarstua til Sætre.